# Asociación de Fútbol Profesional de Orellana
La Asociación de Fútbol Profesional de Orellana es un subdivisión de la Federación Deportiva de Orellana en el Ecuador. Funciona como asociación de equipos de fútbol dentro de la provincia de Orellana. Bajo las siglas AFPO, esta agrupación está afiliada a la Federación Ecuatoriana de Fútbol.
La AFPO incluye los siguientes equipos:

## Clubes afiliados
| 1 | Abuelos Fútbol Club                     | Orellana              |
| 2 | Club Deportivo Coca                     | Orellana              |
| 3 | Club Deportivo Estrellas de Orellana    | Orellana              |
| 4 | Club Social, Cultural y Deportivo Orsea | Orellana              |
| 5 | Club Social Deportivo Palma             | Orellana              |
| 6 | Anaconda Fútbol Club                    | La Joya de los Sachas |
| 7 | Club Deportivo Orellanense              | Orellana              |
| 8 | Club Profesional Sacha Petrolero        | La Joya de los Sachas |

### Campeonatos
| Equipo                               | Campeonatos | Subcampeonatos | Años campeón                                   |
| ------------------------------------ | ----------- | -------------- | ---------------------------------------------- |
| Anaconda Fútbol Club                 | 8           | 3              | 2012, 2013, 2014, 2015, 2016, 2018, 2019, 2021 |
| Club Deportivo Coca                  | 4           | 3              | 2011, 2020, 2023, 2024                         |
| Abuelos Fútbol Club                  | 2           | 1              | 2010, 2017                                     |
| Club Deportivo Orellanense           | 1           | 1              | 2022                                           |
| Club Deportivo Estrellas de Orellana | 0           | 4              |                                                |
| Club Profesional Sacha Petrolero     | 0           | 2              |                                                |